# 1576 en philosophie
Chronologie de la philosophie
- 1572
- 1573
- 1574
- 1575
- 1576
- 1577
- 1578
- 1579
- 1580

L’année 1576 a été marquée, en philosophie, par les événements suivants :

## Publications
- Antonio Persio : Trattato dell'ingegno dell'huomo.

- Johann Thomas Freig :  Quaestiones physicae, 1576.

## Naissances
- 2 mai à Neumarkt dans le Haut-Palatinat : Caspar Schoppe dit Scioppius (mort à Padoue le 19 novembre 1649) est un érudit et pamphlétaire catholique allemand.

## Décès
- 21 septembre à Rome : Jérôme Cardan (né à Pavie le 24 septembre 1501) (en italien : Gerolamo Cardano ou Girolamo Cardano, en latin : Hieronymus Cardanus),  mathématicien, un philosophe, un astrologue, un inventeur et un médecin italien.